# Џејмс Џорџ Фрејзер
Џејмс Џорџ Фрејзер (енгл. Sir James George Frazer; рођен 1. јануара 1854. у Глазгову, Шкотска — умро 1941. у Кембриџу, Кембриџшир, Енглеска) био је шкотски антрополог, фолклорист и класични филолог.

## Биографија
Рођен је у породици која је припадала имућним пословним круговима Глазгова. Најпре се школовао у Глазгову, а 1873. године се уписао на Тринити колеџ у Кембриџу. Тамо је као професор социјалне антропологије остао до краја живота. У Кембриџу је студирао класичну филологију и филозофију, а затим и право. За антропологију се заинтересовао после читања Тајлоровог дела Примитивна култура ( Primitive Culture, 1871) . Сматра се припадником Еволуционистичке школе мишљења у антропологији.
Иако је највећи део својих радова посветио антропологији није занемарио ни класичну филологију. По сведочењу његових ученика и сарадника, међу њима Бронислава Малиновског и Марета (Marett), као и Фрејзеровог секретара и биографа Ангуса Давнија (Angus Downie) представљају Фрејзера као великог радника и повученог човека који је највећи део свога времена проводио у библиотеци.
Иако је био велики поборник истраживања на терену, никада није напустио салон. Написао је важан упитник у неколико издања између 1887. и 1916. Доста се ослањао на извештаје људи који су живели са народима - предметом проучавања, пре свега мисионарима.
Премда је његов еволутивни след одбачен Фрејзерова синтеза културне антропологије као нове науке и традиционалних хуманистичких истраживања, његови живи описи егзотичних културних веровања и обичаја су били веома утицајни.
Он је још за живота добио највећа признања у својој домовини и иностранству, али је тешко подносио критике на рачун свога дела. Преминуо је 1941. у 87 години.

## Златна грана (The Golden Bough)
У делу Златна грана (1890; проширено на дванаест томова 1911-1915) Фрејзер је истраживао начине мишљења од магијског до религиозног и напослетку до научног.
Окосницу Златне гране чини мит о владавини свештених краљева у Дијанином светилишту у шуми на обали језера Неми у албијским брдима у Италији. Да би заузео место свештеног краља потенцијални наследник би морао да са врха једног дрвета одломи грану имеле ( златну грану) и да убије свог претходника. Због тога је Дијанин свештеник живео у сталном страху од претендента на његов положај и са мачем даноноћно чувао дрво на коме је била грана имеле.
Фрејзер је себи поставио два питања: Зашто је Дијанин свештеник морао да убије свог претходника?И зашто је пре него што ће га убити морао да са одређеног дрвета одломи грану коју су поистовећивали са Вергилијевом златном граном?
Дванаест томова трећег издања Златне гране подељено је на седам делова:
- Умеће магије и настанак краљева
- Табу и опасности по душу
- Бог на умору
- Адонис, Атис и Озирис
- Духови густаре и жита
- Јарац изасланик
- Балдер величанствени

Златна грана је класично антрополошко дело. Иако се наш став према класицима мења, то не умањује пионирски дух Џ.Џ. Фрејзера. Под утицајем његових истраживања за примитивне културе су се заинтересовали такви научници као што су : Фројд, Диркем, Мос, Леви-Брил, Малиновски.